# Награда „Одзиви Филипу Вишњићу“
Награда „Одзиви Филипу Вишњићу” је књижевна награда за савремено родољубиво песништво. 

## О Награди
Награду је 1996. установило и додељује Задужбинско друштво „Први српски устанак” из Орашца. Награду додељује петочлани Жири. Уручење Награде организовано је у оквиру прославе Дана државности Србије 15. фебруара у знаменитој Марићевића јарузи у Орашцу, почев од 1996. године, па све до 2019. Од 2019. књижевна академија у част лауреата и уручење Награде организују се у Народној библиотеци „Свети Сава” у Аранђеловцу. Жири је у последњем периоду радио у саставу: Матија Бећковић (председник), Милосав Тешић, Драган Лакићевић, Владимир Јагличић и Иван Златковић.

## Добитници

#### Од 1996. до 2000.
- 1996 — Танасије Младеновић
- 1997 — Матија Бећковић
- 1998 — Стеван Раичковић
- 1999 — Миодраг Павловић
- 2000 — Слободан Павићевић (1942–2013)

#### Од 2001. до 2010.
- 2001 — Љубомир Симовић
- 2002 — Милован Данојлић
- 2003 — Слободан Ракитић
- 2004 — Рајко Петров Ного
- 2005 — Драган Колунџија
- 2006 — Ђорђе Николић (1949)
- 2007 — Драгомир Брајковић
- 2008 — Добрица Ерић
- 2009 — Петар Пајић
- 2010 — Милосав Тешић

#### Од 2011. до 2020.
- 2011 — Ђорђо Сладоје
- 2012 — Драган Лакићевић
- 2013 — Владимир Јагличић
- 2014 — Ранко Јововић
- 2015 — Милена Марковић[2]
- 2016 — Ђорђе Нешић[3]
- 2017 — Крстивоје Илић[4]
- 2018 — Мирослав Максимовић[5]
- 2019 — Драган Хамовић[6]
- 2020 — Манојле Гавриловић[7]

#### Од 2021. до 2030.
- 2021 — Злата Коцић[8]
- 2022 — Иван Негришорац[9]
- 2023 — Љубивоје Ршумовић[10]